# Кодавере
Ко́давере (эст. Kodavere) — деревня в волости Пейпсияэре уезда Тартумаа, Эстония.
До административной реформы местных самоуправлений Эстонии 2017 года входила в состав волости Пала уезда Йыгевамаа.

## География и описание
Расположена на берегу Чудского озера у шоссе Калласте—Муствеэ. Расстояние до уездного центра — города Тарту — 41 километр, до волостного центра — посёлка Алатскиви — 11 километров. Высота над уровнем моря — 44 метра.
Климат умеренный. Официальный язык — эстонский. Почтовый индекс — 49407.

## Население
По данным переписи населения 2011 года, в деревне проживали 54 человека, из них 47 (87,0%) — эстонцы.
По данным переписи населения 2021 года, в деревне проживали 30 человек, из них 27 (90,0 %) — эстонцы.
Численность населения деревни Кодавере по данным переписей населения:
| Год  | 1959 | 1970 | 1979 | 1989 | 2000 | 2011 | 2021 |
| ---- | ---- | ---- | ---- | ---- | ---- | ---- | ---- |
| Чел. | 77   | ↘ 64 | ↗ 78 | ↘ 57 | ↗ 71 | ↘ 54 | ↘ 30 |

## История
В конце первого тысячелетия и в XII—XV веках в Кодавере поселилось много русских и води. Образовался кодавереский диалект эстонского языка, в котором до настоящего времени сохранилось много слов, производных от языка води.
В 1688 году в Кодавере была основана школа, в которой во второй половине 19-го столетия учился Юхан Лийв. Школа действовала до 1924 года, в настоящее время школьное здание разрушено, и на его месте установлен памятный камень.
На российских картах начала XX века поселение указано как Коддаферъ (нем. Koddafer).

## Достопримечательности

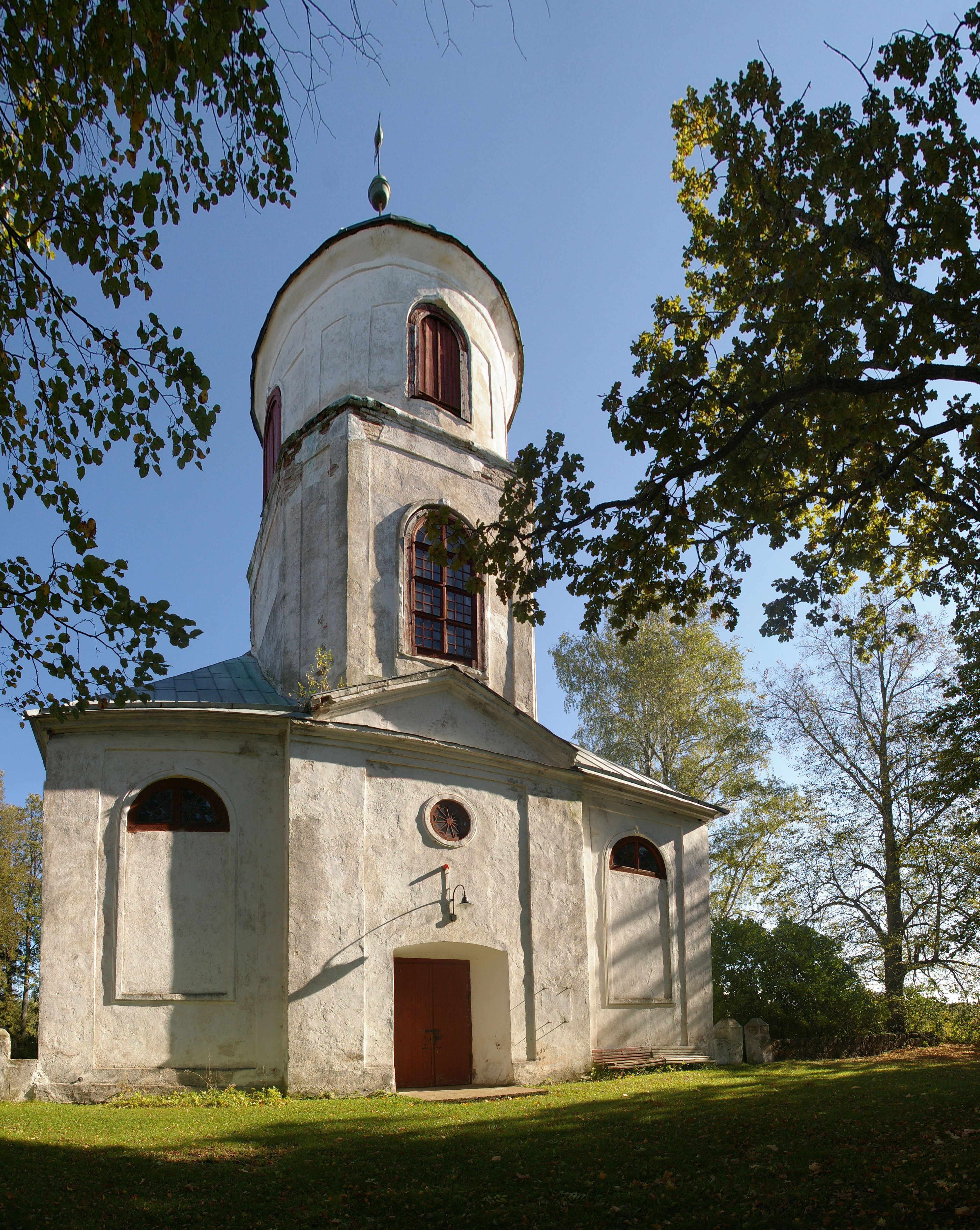
Церковь Кодавере

В деревне есть церковь, которая впервые упоминается в 1342 году. Нынешнее каменное здание церкви в стиле неоклассицизма было построено в 1777 году, это . Это четвёртая церковь в Кодавере, три прежние деревянные церкви сгорели. Церковь носит имя Святого Михаила (эст. Kodavere Püha Mihkli kirik). Алтарная картина под названием «Иисус на море» была создана в Дрездене в 1877 году художником Юнкером (Junker).
Центр деревни Кодавере вместе с церковью и кладбищем представляет из себя туристическую достопримечательность, так как они сохранились в своём первозданном виде. Кладбище внесено в Государственный регистр памятников культуры Эстонии как .
На церковном кладбище также находится братская могила погибших во Второй мировой войне, в 1997 году внесённая в Государственный регистр памятников культуры Эстонии как . Она расположена возле южной главной дороги кладбища. В могиле захоронено 66 погибших, из них известны имена только 17 человек. Обелиск из розового гранита с пятиугольной звездой, внутри которой изображён серп и молот, был установлен на могиле в ноябре 1952 года. Внизу его ступенчатого основания лежат три гранитные плиты. На одной стороне обелиска текст на эстонском языке: «Suures isamaasõjas langenud nõukogude armee võitlejaile 1941—1945», на противоположной стороне тот же текст на русском языке: «Бойцам Советской Армии, павшим в Великой Отечественной войне 1941—1945 гг.».
Рабочая группа по советским памятникам при Госканцелярии Эстонии в 2022 году пришла к выводу, что памятник — советский (эст. punamonument, «красный монумент»), и поэтому надпись на нём надо заменить на нейтральную.